# Casa consistorial de Lugo
La Casa Consistorial de Lugo, situada en la ciudad de Lugo, en España, es un proyecto del arquitecto Lucas Ferro Caaveiro y uno de los máximos exponentes del barroco civil gallego.

## Historia

### Situación previa
Los primeros orígenes se sitúan en un documento del siglo XIV del obispo don Lope que dice que el Concejo se reunía en una casa situada en la plaza de As Cortiñas. Aunque el primer documento claro al respecto data del siglo XVI que sitúa con claridad el lugar de celebración de las sesiones de la autoridad civil. Se señala que el Concejo se celebraba en una de las torres de la muralla llamada la Muriega. Esta construcción se usaba asimismo para la elección del diputado del común, el de abastos y la celebración de concejos públicos. 
En 1546 se documenta que esta construcción se encontraba en mal estado, obligando al traslado de sesiones a otro edificio.

### Antiguas Casas Consistoriales

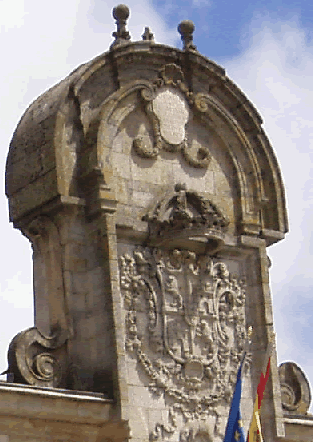
Peineta del Ayuntamiento.

En 1570 el Concejo firmó un trato con el Obispado por el cual la autoridad civil cedía el lugar "do Canedo", a cambio se recibía la titularidad de las casas de Feira Vella o Casas Grandes. El concejo pretendía levantar su sede, para conseguirlo el rey les concedió la posibilidad de cobrar un impuesto sobre el comercio de vino, aceite y carne principalmente. Se encargó la obra al cantero Pedro de Artiaga.
Se ubicó en el mismo solar donde se halla la actual, con fachada principal de cantería labrada, con carácter manierista, influencias locales y arquitectura palaciega santiaguesa con el uso de arcos sostenidos por columnas. Originalmente constaba de cinco vanos, el central y el de más a la derecha eran puertas-ventanas. Pero en un documento del siglo XVII se habla de proteger las seis ventanas del edificio del sol durante los festejos.
En 1587 Juan de Arce Solórzano fue contratado para realizar una serie de obras. Unos años más tarde, ante la ausencia de un balcón en la fachada principal, se construyó una estructura de madera para que la reina Mariana de Neoburgo pudiera asistir a los festejos de la ciudad.
A principios del siglo XVIII los regidores de Lugo hicieron llegar al real Consejo de Felipe V datos sobre el estado ruinoso en el que estaba la sede municipal. El rey atendió la solicitud y ordenó un estudio de gastos. Fray Gabriel de las Casas se encargó de preparar un proyecto con la aprobacíón de los maestros de Orense y Santiago, Francisco de Castro y Canseco y Fernando de Casas y Novoa.

### Edificio actual
El proyecto de restauración quedó paralizado hasta que en 1735, el alcalde José Montenegro das Seijas recuperó la necesidad de construir una nueva casa consistorial. Se encargó un informe a Lucas Ferro Caaveiro y Pedro da Silva que puso de manifiesto el mal estado de la fachada, la cual estaba apuntalada y amenazaba con desplomarse.
Se encargó el proyecto de reforma tanto exterior como interior al primero de ellos. La prioridad que se dio a la reforma permitió que los planos de Ferro Caaveiro se aprobaran en febrero de 1736 y se consintiese la demolición del edificio anterior para levantar el nuevo. Ferro Caaveiro propuso ampliar la superficie añadiendo dos salas más a la planta, para lo cual se compró una huerta que limitaba con la parte posterior y occidental del edificio anterior. La obra se prolongó hasta bien avanzada la siguiente década. Aunque en la fachada aparece la fecha de 1738, no fue hasta 1744 cuando se completó.

### El Palacio Municipal
La fachada principal del consistorio tiene una composición de dos alturas. La inferior posee un soportal con ocho arcos de medio punto apoyados sobre nueve pilares.
En la planta de piso las ocho puertas-ventana dispuestas sobre los arcos inferiores dan paso a dos balconadas de forja de hierro sustentadas por ménsulas decoradas.
Las placas de la fachada nos dan la relación con el barroco compostelano. La decoración de la fachada es muy semejante a la de casas Novoa en la capilla de los Ojos Grandes. La fachada se completa con escudos y una cornisa moldurada con seis gárgolas sobre otros tantos pináculos. Esta composición se cierra con dos torres en las esquinas de cuerpo único.
La peineta de la sección central tiene una cartela orlada que señala a José Vaamonde, regidor de la ciudad en 1738.

### Ampliación y torre del reloj

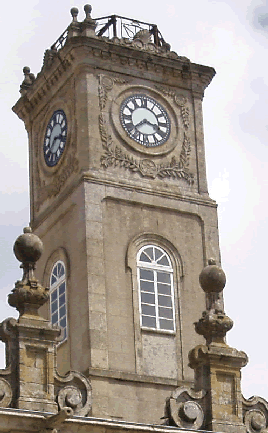
Torre del reloj.

Al finalizar las obras de Ferro Caaveiro fue necesario realizar pequeñas intervenciones. En 1759 se restauró el arco de la portada del patioque estaba dañado. En 1834 el arquitecto Alejo Andrade Yañez rehízo la cubierta de la fachada pues su estado amenazaba a la fachad principal. En la primera mitad del siglo XIX se ordenó blanquear la fachada tratando de mejorar la apariencia externa, pero los problemas de mantenimiento debidos a la lluvia provocaron el retorno de la fachada a la cantería vista. La forja original de los balcones donadas por el obispo Francisco Izquierdo y Távira se sustituyeron en la década de los setenta.
Pero la mayor intervención sobre el conjunto aconteció cuando por causa del aumento de labores administrativas se hizo necesario la ampliación de la sede. En 1862 se asumión el proyecto de su ampliación. Para ello se compraron las casas del número 2 y 4 de la plazuela de la Nova, las cuales unidas al instituto de segunda enseñanza proporcionaron el terreno necesario. Los planos de ampliación fueron firmados por el arquitecto municipal Angel Cosín y Martín que er también miembro de la Academia de San Fernando. Esta construcción consta de muro liso de mampostería encalada y sillería en el recercado de los vanos, zócalos,esquinales y la línea que divide las dos plantas. Esta apariencia sobria la sitúa dentro del espíritu neoclásico.
Una vez acabada la obra se vio la carencia de un elemento básico para un edificio que representaba al poder civil de una capital de provincia. En la sesión del 1 de enero de 1865 se refleja la necesidad de:

(...) establecer un reloj en la fachada de la Casa consistorial, ya porque el de la catedral anda casi siempre adelantado, ya porque siguiendo a los pueblos de alguna importancia, Lugo no puede prescindir de esta mejora sin rebajarse de la consideración que se merece.

En esta observación es perfectamente visible la rivalidad entre poder civil y eclesiástico por controlar a la población. Las dificultades económicas obligaron a posponer el proyecto hasta 1871 y se encarga el diseño al delineante municipal Luis Vázquez. Antes de terminar su construcción se detectaron fallos que hicieron necesario su derribo.
En paralelo a la reedificación se adquirió en Londres un reloj. Curiosamente este reloj estaba originalmente destinado a la catedral de Málaga. Sucesivos retrasos y escarmentados por el fracaso de 1871, se encarga al arquitecto Nemesio Cobreros y Cuevillas un proyecto más ambicioso que el anterior imponiéndosele como único requisito la altura. Este requisito hizo renunciar al arquitecto a colocar la torre sobre la fachada. Optó por retrasar su ubicación, apoyándola sobre cuatro pilares, dos en el muro posterior y dos en el patio interior.  Las obras comenzaron en 1873 y finalizaron al año siguiente. La entrada en funcionamiento del reloj coincidió con el paso de la procesión del Corpus por la plaza mayor poniéndose de relieve las rivalidades entre los dos poderes.